# Kosovo 0–0 Haiti (2014)
Kosovo v Haiti là trận đấu quốc tế đầu tiên có sự tham gia của đội tuyển bóng đá quốc gia Kosovo được công nhận bởi FIFA, và lần đầu tiên diễn ra tại Kosovo. Trận đấu là một trận giao hữu quốc tế giữa 2 đội tuyển Kosovo và Haiti.

## Bối cảnh
FIFA được vận động bởi một số cầu thủ bóng đá Kosovo nổi tiếng bao gồm cả đội trưởng Albania, Lorik Cana để cho phép đội tuyển quốc gia thi đấu với các thành viên khác của FIFA. Ban đầu, FIFA chỉ cho phép Kosovo thi đấu với các hiệp hội thành viên FIFA ở cấp độ trẻ và nghiệp dư, cũng như bóng đá nữ. Vào tháng 1 năm 2014, Kosovo sau đó được phép chơi các trận đấu với các hiệp hội thành viên FIFA ở cấp độ quốc tế. Kosovo tổ chức trận giao hữu với Haiti vào tháng 3 năm 2014.
Vào thời điểm diễn ra trận đấu, Haiti đứng ở vị trí thứ 79 trên bảng xếp hạng của FIFA. Còn Kosovo không được xếp hạng vì họ không phải là một thành viên của FIFA.
Tổng thống Atifete Jahjaga và thủ tướng Hashim Thaci đều có mặt ở đó.
Trận đấu cũng là trận đấu đầu tiên của huấn luyện viên người Pháp, Marc Collat trên cương vị huấn luyện viên trưởng đội tuyển quốc gia Haiti.
Một số cầu thủ từng chơi cho các quốc gia khác đã chọn đại diện cho đội tuyển Kosovo. Thủ môn người Albania Samir Ujkani đã chấp nhận cuộc gọi triệu tập, cũng như tuyển thủ Phần Lan Lum Rexhepi, tuyển thủ Na Uy Ardian Gashi và tuyển thủ Thụy Sĩ Albert Bunjaku.

## Diễn biến
| Kosovo | 0–0      | Haiti |
| ------ | -------- | ----- |
|        | Chi tiết |       |

| Kosovo | Haiti |

| Đội hình xuất phát | Đội hình xuất phát |
| --- | --- |
| - Samir Ujkani - Loret Sadiku - Avni Pepa - Fanol Perdedaj - Kristian Nushi - Shpëtim Hasani - Enis Alushi - Ardian Gashi - Anel Rashkaj - Ilir Azemi - Albert Bunjaku | - Dominique Jean-Zéphirin - Mechack Jérôme - Wilde-Donald Guerrier - Soni Mustivar - Frantz Bertin - Rénald Metelus - Kervens Belfort - Jean-Eudes Maurice - Kevin Lafrance - Gary Ambroise - Duckens Nazon |
| Dự bị | Dự bị |
| - Lum Rexhepi - Liridon Krasniqi - Zymer Bytyqi - Faton Toski - Flamur Kastrati                                                                                        | - Jean-François James - Jean Sony Alcénat - Stéphane Lambese - Fabien Vorbe |
| Huấn luyện viên trưởng | Huấn luyện viên trưởng |
| Albert Bunjaki | Marc Collat |

Nguồn:
Tổ trọng tài
- Trọng tài bắt chính:  Stephan Klossner
- Trợ lý trọng tài 1:  Vital Jobin
- Trợ lý trọng tài 2:  Stephane Almeida

## Sau trận đấu
Sau trận đấu, Hiệp hội bóng đá Kosovo thông báo rằng "Bóng đá Kosovo cuối cùng đã phá vỡ sự cô lập lâu năm" và nhắc lại mong muốn gia nhập FIFA trong tương lai. Ngược lại, Hiệp hội bóng đá Serbia (FSS) đã viết thư cho FIFA yêu cầu họ thay đổi quyết định cho phép Kosovo tổ chức các trận đấu quốc tế. FSS phàn nàn rằng các cầu thủ của Kosovo mặc áo đấu có biểu tượng quốc gia, rằng đám đông đang hô vang những bài hát chống lại người Serbia và lá cờ Serbia đã bị đốt cháy bên ngoài sân vận động, và rằng bóng đá đang được sử dụng cho mục đích chính trị để quảng bá cho Kosovo như một quốc gia độc lập.